# 上霍羅德尼克鄉
47°51′N 25°49′E / 47.850°N 25.817°E
上霍羅德尼克鄉（羅馬尼亞語：Comuna Horodnic de Sus, Suceava），是羅馬尼亞的鄉份，位於該國東北部，由蘇恰瓦縣負責管轄，面積54平方公里，海拔高度417米，2007年人口4,845，人口密度每平方公里90人。